# Supercopa de Azerbaiyán
La Supercopa de Azerbaiyán (en azerí: Azərbaycan Milli Futbol Superkuboku) es una competición fútbolística de Azerbaiyán que enfrenta anualmente a los campeones de la Liga Premier y de la Copa de Azerbaiyán. Fue fundada en 1993 y desapareció dos años después, hasta que en 2013 se organizó de nuevo.

## Historial
| 1993 | Neftchi Baku                                                            | 4:1                                                                     | Inshaatchi Baku                                                         |                                                                         |                                                                         |
| 1994 | Qarabağ                                                                 | ????                                                                    | ????                                                                    |                                                                         |                                                                         |
| 1995 | Neftchi Baku                                                            | 1:1 (p.8–7)                                                             | Turan                                                                   |                                                                         |                                                                         |
| 1996 | No hubo competición Neftchi Baku (Liga Premier y Copa de Azerbaiyán)    | No hubo competición Neftchi Baku (Liga Premier y Copa de Azerbaiyán)    | No hubo competición Neftchi Baku (Liga Premier y Copa de Azerbaiyán)    | No hubo competición Neftchi Baku (Liga Premier y Copa de Azerbaiyán)    | No hubo competición Neftchi Baku (Liga Premier y Copa de Azerbaiyán)    |
| 1998 | No hubo competición Kapaz (Liga Premier y Copa de Azerbaiyán)           | No hubo competición Kapaz (Liga Premier y Copa de Azerbaiyán)           | No hubo competición Kapaz (Liga Premier y Copa de Azerbaiyán)           | No hubo competición Kapaz (Liga Premier y Copa de Azerbaiyán)           | No hubo competición Kapaz (Liga Premier y Copa de Azerbaiyán)           |
| 2004 | No hubo competición Neftchi Baku (Liga Premier y Copa de Azerbaiyán)    | No hubo competición Neftchi Baku (Liga Premier y Copa de Azerbaiyán)    | No hubo competición Neftchi Baku (Liga Premier y Copa de Azerbaiyán)    | No hubo competición Neftchi Baku (Liga Premier y Copa de Azerbaiyán)    | No hubo competición Neftchi Baku (Liga Premier y Copa de Azerbaiyán)    |
| 2007 | No hubo competición Khazar Lankaran (Liga Premier y Copa de Azerbaiyán) | No hubo competición Khazar Lankaran (Liga Premier y Copa de Azerbaiyán) | No hubo competición Khazar Lankaran (Liga Premier y Copa de Azerbaiyán) | No hubo competición Khazar Lankaran (Liga Premier y Copa de Azerbaiyán) | No hubo competición Khazar Lankaran (Liga Premier y Copa de Azerbaiyán) |
| 2013 | Khazar Lankaran                                                         | 2:1                                                                     | Neftchi Baku                                                            |                                                                         |                                                                         |
| 2014 | Qarabağ                                                                 | No jugado                                                               | Neftchi Baku                                                            |                                                                         |                                                                         |
| 2015 | No hubo competición Qarabağ (Liga Premier y Copa de Azerbaiyán)         | No hubo competición Qarabağ (Liga Premier y Copa de Azerbaiyán)         | No hubo competición Qarabağ (Liga Premier y Copa de Azerbaiyán)         | No hubo competición Qarabağ (Liga Premier y Copa de Azerbaiyán)         | No hubo competición Qarabağ (Liga Premier y Copa de Azerbaiyán)         |

## Títulos por Club
| Equipo                | Títulos |
| Neftchi Baku, Qarabağ | 2       |
| Khazar Lankaran       | 1       |